# Формоса (Аргентина)
Формоса (шп. Formosa) је град у Аргентини у покрајини Формоса. Према процени из 2005. у граду је живело 221.477 становника.

## Становништво
Према процени, у граду је 2005. живело 221.477 становника.
| 1980.  | 1991.   | 2001.   |
| ------ | ------- | ------- |
| 93.603 | 147.636 | 198.074 |